# Коцур Віктор Петрович
Ві́ктор Петро́вич Ко́цур — доктор історичних наук, професор, Заслужений працівник освіти України, дійсний член (академік) Національної академії педагогічних наук України, ректор Університету Григорія Сковороди в Переяславі з 1998 по 22 червня 2021 року, заступник голови Національної спілки краєзнавців України.

## Біографія
Віктор Петрович Коцур народився 19 жовтня 1959 р. у селі Сакуниха Недригайлівського району, Сумської області у родині освітян Петра Михайловича і Катерини Митрофанівни.

### Навчання
У 1977 р. із золотою медаллю закінчив середню школу № 1 міста Ромни Сумської області. Наслідуючи приклад батька, вчителя історії, у 1977 році вступив на історичний факультет Чернівецького державного університету імені Юрія Федьковича, який з відзнакою закінчив у 1982 р. В період навчання, у 1982 р., був нагороджений золотою медаллю за перемогу на Всесоюзному конкурсі студентських наукових робіт.

У 1985—1987 рр. навчався в аспірантурі Київського державного університету ім. Т. Г. Шевченка, де під керівництвом доктора історичних наук, професора Василя Петровича Шевчука достроково захистив кандидатську дисертацію з джерелознавчої проблематики першої половини 1920-х рр.

У 1999 р. захистив докторську дисертацію на тему «Соціальні зміни і політичні процеси в Україні 1920–30-х рр.: історіографія». Цього ж року йому присвоєно звання вчене звання професора, а також обрано академіком Української академії історичних наук.

### Робота
У 1982—1984 рр. працював викладачем Брянського технологічного інституту, був лектором-міжнародником, склав іспити кандидатського мінімуму з філософії та німецької мови та затвердив тему кандидатської дисертації.

У липні 1987 р., у зв'язку зі створенням у Переяславі-Хмельницькому філіалу Київського державного педагогічного інституту імені О. М. Горького, Віктора Петровича направили туди викладати. До 1989 р. працював на посадах викладача, старшого викладача, доцента кафедри суспільних наук, доцента кафедри історії і культури України, а у 1989—1994 рр. очолював факультет фізичного виховання. У цей час на факультеті навчалися Віталій та Володимир Клички, які згодом стали всесвітньо відомими боксерами, меценатами і громадськими діячами.

У 1993 р. Віктора Петровича Коцура призначено завідувачем кафедри історії і культури України. Саме на цей час припадає започаткування на кафедрі нового напряму історичних досліджень: життя і побут населення України 1920-1980-х рр. У 1994 р. Віктор Петрович Коцур заснував історичний факультет. У своїй роботі значну увагу приділяв становленню і розвитку історичного факультету, оптимізації структури навчально-наукових підрозділів. У цей час створюються дві нові кафедри: нової та новітньої історії зарубіжних країн (1995 р.), давньої та середньовічної історії (2002 р.). 

У 1998 р. Віктор Петрович пройшов за конкурсом та був призначений Міністерством освіти України ректором Переяслав-Хмельницького державного педагогічного інституту імені Григорія Сковороди, який у 2003 р. отримав статус університету. У 2021 р. у зв'язку із закінченням строку дії повноважень залишив пост ректора Університету Григорія Сковороди в Переяславі. На цей час припадають і успішно вирішуються важливі питання реорганізації структури навчального закладу, вживаються заходи, спрямовані на підвищення рівня наукової роботи, забезпечення навчального процесу якісними педагогічними кадрами. За чотири роки кількість факультетів збільшується з 4-х до 7-ми, створюється потужна наукова частина, відділ аспірантури (підготовка аспірантів відтепер ведеться за 11 спеціальностями), удвічі зростає чисельність студентів, подвоюється науковий потенціал ВНЗ, відкривається аспірантура зі спеціальності 07.00.01. — Історія України, а у вересні 2006 року відкрито Інститути мови та літератури, фізичного виховання та природознавства.
У 2001 р. у рамках проєкту «Американознавство» для студентів і викладачів Вашингтонського університету (м. Пуллмен), а також для української діаспори в США він прочитав курс лекцій з актуальних проблем історії України. Вони отримали схвальні відгуки в американській пресі, зокрема в газеті «Colombian» (25 січня 2001 р.).

### Хобі
У вільний час Віктор Петрович знаходить себе в мистецтві: малює вишукані картини, або ж ловить прекрасні миті буття через об'єктив свого фотоапарата, чи просто бере до рук цікаву книгу і занурюється у прекрасний літературний світ, де шукає відраду душі, черпає свіжі креативні ідеї та натхнення на нові звершення.

## Науково-педагогічна діяльність
За сприяння дійсного члена НАПН України, ректора В. П. Коцура в університеті проводяться міжнародні та всеукраїнські науково-практичні конференції з актуальних проблем історичної, економічної, педагогічної науки та міжнародні форуми учених соціогуманітаристики.

У даний час Віктор Петрович координує, визначає стратегічні напрями співробітництва університету з навчальними закладами США, Канади, країн Європейського співтовариства. Під керівництвом професора В. П. Коцура, в університеті здійснюється модерніцзація науково-освітнього простору, відповідно до ЗУ «Про вищу освіту», формуються нові навчальні плани, програми з усіх спеціальностей, підвищується якість підготовки молодих педагогічних кадрів для роботи в школах Київської та інших областей України. 

До кола наукових інтересів Віктора Петровича Коцура належать історія та історіографія історії України 1920-1930-х рр., історія науки й техніки XX—XXI ст., актуальні проблеми педагогіки, навчання і виховання студентської та учнівської молоді.

### Наукове керівництво
Коцур В. П. — член редколегії наукових фахових видань Інституту історії НАН України, Національного педагогічного університету ім. М. П. Драгоманова, Переяслав-Хмельницького державного педагогічного університету ім. Г. Сковороди; член спеціалізованих Вчених рад із захисту кандидатських і докторських дисертацій. 

Віктор Петрович є науковим консультантом та керівником здобувачів й аспірантів. Під його керівництвом підготовлено 31 кандидат історичних наук та 7 докторів наук.

## Науковий доробок
Станом на 2018 р. Віктор Петрович — автор понад 400 наукових та науково-публіцистичних праць. Він один із перших розробив і запровадив методику контент-аналізу та кореляційного аналізу газетної публіцистики 1921—1925 рр. До кола наукових інтересів В. П. Коцура належать історія та історіографія історії України 1920—1930-х рр. У галузі історіографії історії України в 1988 р. побачила світ монографія В. П. Коцура «Історичні дослідження: упереджені та об'єктивні оцінки (соціальні зміни і політичні процеси в Україні 1920-30-х рр.)». У руслі історіографічних досліджень у співавторстві з В. Ф. Колесником та Г. Г. Коцур підготовлено монографію «Історіографія нової економічної політики в Українській СРР», у якій досліджується процес формування історичних знань про запровадження і здійснення нової економічної політики в УСРР. У 1996 р. братами Віктором та Анатолієм Коцурами випущено перший в Україні підручник для студентів-істориків «Історіографія історії України: Курс лекцій». У співавторстві виходять перші підручники для студентів: «Історія України» (1993 р.), «Історія України від найдавніших часів до наших днів» (1994 р.; 1998 р.). Доповненням до навчальної літератури стала «Історія Стародавнього Риму» (Чернівці, 2005, у співавт.).
Віктор Петрович є науковим керівником аспірантів і здобувачів. Під його керівництвом підготовлено 16 кандидатів історичних наук.
В. П. Коцур — член редколегії ряду наукових фахових видань Інституту історії НАН України, Національного педагогічного університету ім. М. П. Драгоманова, управління освіти Київської обласної державної адміністрації; головний редактор фахових наукових видань «Наукові записки з української історії», «Школа першого ступеня: теорія і практика» «Гуманітарний вісник».

## Суспільно-громадська діяльність
Віктор Петрович Коцур є головою Ради ректорів вищих навчальних закладів Київської області, декілька каденцій був депутатом Переяслав-Хмельницької міської ради, депутатом Київської обласної ради V скликання, член колегії Департаменту освіти і науки Київської обласної державної адміністрації. Віктор Петрович — член президії правління Національної спілки краєзнавців України, з 2017 р. — заступник голови Спілки, член Президії Національної академії педагогічних наук України, експертної ради Державної акредитаційної комісії Міністерства освіти і науки України, міжгалузевої експертної ради Міністерства освіти і науки України, членом робочої групи по розробці проєкту «Концепції розвитку педагогічної освіти».

## Нагороди та відзнаки

### Державні нагороди
- 1999 та 2001 рр. — подяки Президента України;
- 2001 р. — почесне звання «Заслужений працівник освіти України» (2001 р.);
- 2009 р. — Орден «За заслуги» III ступеня.
- 2019 р. — Орден «За заслуги» II ступеня.
- 2024 р. — Орден «За заслуги» I ступеня [1].

### ВідзнакиВерховної Ради України
- 2007 р. — Почесна грамота Верховної Ради України «За особливі заслуги перед українським народом».

### Урядові нагороди та відзнаки Міністерства освіти і науки України,Державного комітету телебачення та радіомовлення України
- 1988 р. — Нагрудний знак «Відмінник народної освіти УРСР»;
- 2000, 2002, 2004, 2007 рр. — Почесні грамоти Міністерства освіти України;
- 2007 р. — Нагрудний знак «Петро Могила»;
- 2010 р. — Диплом за кращий видавничий проєкт «Історія античної цивілізації: у 3-х т.», «Історія середніх віків: у 2-х т.»
- 2014 р. — Нагрудний знак МОН України «За наукові та освітні досягнення».

### Відзнаки Національної академії наук України, Національної академії педагогічних наук України, Національної спілки краєзнавців України, Національного олімпійського комітету України
- 2000, 2002, 2007 рр. — Почесні грамоти Академії педагогічних наук;
- 2007 р. — Премія НАН України ім. М. С. Грушевського;
- 2009 р. — Почесна грамота Національної академії наук України;
- 2009 р. — Нагрудний знак «Ушинський К. Д.»;
- 2010 р. — Подяка Національного олімпійського комітету України;
- 2013 р. — Диплом лауреата премії ім. Героя України Михайла Сікорського, Національної спілки краєзнавців України, 2013 р.
- 2013 р. — звання «Почесний краєзнавець України»;
- 2014 р. — Диплом лауреата премії імені Дмитра Яворницького Національної спілки краєзнавців України.

### Відзнаки виконавчих органів місцевого самоврядування
- 2000 р. — Подяка голови Київської міської державної адміністрації;
- 2002 р. — Подяка голови Київської обласної ради;
- 1999, 2004 рр. — Почесні грамоти голови Київської обласної державної адміністрації;
- 2009 р. — Почесна грамота Київської обласної ради;
- 2010 р. — Почесна грамота Київської обласної державної адміністрації;
- 2012 р. — отримав звання «Почесний громадянин м. Переяслав-Хмельницький»;
- 2013 р. — Почесна грамота міського голови м. Переяслав-Хмельницького;
- 2015 р. — Подяка департаменту освіти і науки Київської обласної державної адміністрації;
- 2016 р. — Подяка управління молоді та спорту Київської обласної державної адміністрації.

### Нагороди громадських та неурядових організацій
- 1984 р. — грамота Брянської обласної організації товариства «Знання» РРФСР;
- 2001 р. — золота медаль Міжнародної Кадрової Агенції «За заслуги в освіті»;
- 2003 р. — удостоєний звання «Кращий керівник року» загальноміського конкурсу «Людина року» (м. Переяслав-Хмельницький);
- 2004 р. — Подяка Київської обласної організації профспілки працівників освіти і науки України;
- 2005 р. — Диплом і нагрудний знак «Лідер України» та відзнака Українського Реєстрового Козацтва «Бронзовий козацький хрест ІІІ ступеня» (за професійні досягнення, рішенням Ради експертів міжнародної іміджевої програми «Лідери ХХІ століття»);
- 2009 р. — Почесна відзнака Всеукраїнського благодійного фонду імені П. Калнишевського «Хрест Петра Калнишевського»;
- 2010 р. — Подяка Київського обласного центру «Інваспорт»;
- 2014 р. — Золота медаль «За визначний внесок у поширення ідеї Єдності Європи» Національного педагогічного університету ім. М. П. Драгоманова.

### Подяки за участь в конференціях
- 2002 р. — Почесний диплом П'ятої Міжнародної виставки навчальних закладів «Сучасна освіта в Україні — 2002» (7-10 лютого 2002 р.);
- 2005 р. — Почесний диплом Другої виставки-презентації «Інноваційні технології навчання» (28-30 вересня 2005 р.);
- 2007 р. — Почесна Грамота «Інноваційні технології навчання» (30 жовтня-3 листопада 2007 р.);
- 2008 р. — Подяка Одинадцятої Міжнародної виставки навчальних закладів «Сучасна освіта в україні — 2008» (27-29 лютого 2008 р.);
- 2008 р. — Почесна Грамота П'ятої виставки-презентації «Інноваційні технології навчання» (29-31 жовтня 2008 р.);
- 2009 р. — Подяка XII Міжнародної виставки навчальних закладів «Сучасна освіта в Україні — 2009» (25-27 лютого 2009 р.);
- 2009 р. — Подяка виставки-презентації «Інноватика в освіті України» (2-4 грудня 2009 р.);
- 2011 р. — Подяка Третьої виставки-презентації «Інноватика в сучасній освіті» (18-20 жовтня 2011 р.);
- 2012 р. — Подяка XV ювілейної Міжнародної виставки навчальних закладів «Сучасна освіта в Україні — 2012» (15-17 лютого 1012 р.);
- 2014 р. — Почесна Грамота V Міжнародної виставки «Сучасні заклади освіти -2014» (18-20 березня 2014 р.);
- 2014 р. — Подяка VI Міжнародного форуму «Інноватика в сучасній освіті» (21-23 жовтня 2014 р.);
- 2015 р. — Почесна Грамота VI Міжнародної виставки «Сучасні заклади освіти — 2015» (12-14 березня 2015);
- 2015 р. — Почесна Грамота VI Міжнародної виставки «Сучасні заклади освіти» (14 березня 2015 р.); Подяка VII Міжнародного форуму «Інноватика в сучасній освіті» (20-22 жовтня 2015 р.);
- 2016 р. — Подяка VIII Міжнародного форуму «Інноватика в сучасній освіті» (25-27 жовтня 2016 р.);
- 2016 р. — Почесна Грамота Міністерства освіти і науки України Інституту модернізації змісту освіти Національної академії педагогічних наук;
- 2017 р. — Почесна грамота VIII Міжнародної виставки «Сучасні заклади освіти — 2017» (16-18 березня 2017 р.).

### Церковні нагороди
- 2003 р. — указом Патріарха Київського і всієї Руси-України Філарета за заслуги в галузі відродження духовності в Україні В. П. Коцура нагороджено орденом Святого Рівноапостольного князя Володимира Великого III ступеня;
- 2009 р. — Орден святих Кирила та Мефодія;
- 2016 р. — Орден Святого Рівноапостольного князя Володимира;
- 2017 р. — Орден Святого Рівноапостольного князя Володимира Великого І ступеня.